# ジョージ・ポーク
ジョージ・ワシントン・ポーク・ジュニア（George Washington Polk, Jr.、1913年10月17日 - 1948年5月）は、アメリカ合衆国のジャーナリストである。1948年、ギリシャ内戦を取材中に殺害された。

## 生い立ち
ポークはテキサス州フォートワースで生まれ、育った。1938年にアラスカ大学を卒業した。
アメリカ大統領のジェームズ・ポーク、アンドリュー・ジャクソンの親戚にあたる。

## 第二次世界大戦
第二次世界大戦中、ポークはアメリカ海軍の建設工兵隊（シービー）に所属していた。ガダルカナル島の戦いにおいて、1942年8月16日に燃料・補給の前進基地である第1建設部隊基地(CUB-1)の第1部隊が上陸した。この部隊は少尉のポークが指揮を執り、5人の士官と118人の下士官（全員が航空支援等級の海軍下士官）で構成されていた。CUB-1はその功績により、後に大統領から部隊表彰を受けた。また、ポークは志願して急降下爆撃機や偵察機のパイロットを務めた。そして、マラリアにかかり、約1年間入院した。

## ギリシャ内戦
1948年5月16日、ポークは、テッサロニキ港の近くで、後頭部を至近距離から撃たれ、手足を縛られた状態で遺体で発見された。
ポークは、国の支配権を握ろうとするギリシャ共産党とギリシャ政府との間のギリシャ内戦をCBSの特派員として取材していた。ポークは、ギリシャ共産党の軍事指導者であるマルコス・バフィアディスに会ってインタビューをする予定だった。
ポークは記事の中で、ギリシャ政府の数人の役人がハリー・トルーマン政権からの対外援助金25万ドル（2016年のドル換算で250万ドル）を横領したと主張していたが、これは立証されなかった。共産主義者に同調していたポークは、共産主義者が権力を握ろうとするギリシャの「右派権威主義政権」の抵抗をトルーマン政権が無条件に支援していることを特に批判していた。
ジャーナリストで共産主義者のグレゴリオス・スタクトプロスは、ヴァゲリス・ヴァスヴァナスとアダム・ムゼニディスがポークを殺害するのを助けたとして裁判にかけられ、有罪判決を受けた。共産ゲリラのラジオ局は、ポークが殺害されたときには、アダム・ムゼニディスはギリシャ空軍の空爆で既に死亡していたと報じた。スタクトプロスは、有罪の証拠とされた自身の自白は拷問によるものだと主張していた。ギリシャの政界や権力者に詳しい元戦略情報局(OSS)将校のジェームズ・G・M・ケリスによる調査では、ギリシャの共産主義陣営には、殺人を犯してそれを隠蔽するだけの力はないと結論づけられた。ケリスは、ジャーナリストのウォルター・リップマンに雇われて事件を調査していた元OSS長官のウィリアム・ドノバンの法律事務所と契約していた。しかし、ケリスが「ポークはギリシャ政府内の右翼団体やその関係者によって殺害された可能性が高い」と結論づけたため、調査は中止され、ケリスはアメリカに呼び戻された。当時、アメリカ政府は共産主義者によるギリシャの乗っ取りを防ぐため、ギリシャ政府を財政的に支援していた。イギリス政府は1941年から1945年までギリシャ政府を支援していたが、戦後は財政的に不可能になった。
ポークは死の7か月前に、ギリシャ人で元スチュワーデスのレア・コッキンズ(Rea Coccins)と結婚していた。2人の間に子供はいなかった。レアは、ギリシャ政府から嫌がらせや脅迫を受けた後、アメリカに亡命した。彼女は、当時ドノバン法律事務所に所属していた元OSS職員のウィリアム・コルビー（後のCIA長官）の妻、バーバラ・コルビーと親しくなった。
ニューヨークの記者たちは、独立した調査委員会をギリシャに派遣するための資金調達プロジェクトを開始し、報道委員会が結成された。委員には、アーネスト・ヘミングウェイ、ウィリアム・ポーク（ポークの弟）、ウィリアム・A・プライス（ポークのいとこ）、ホーマー・ビガートらが名を連ねていた。しかし、この直後に結成された、リップマンを委員長とし、『ニューヨーク・タイムズ』紙のジェームズ・レストンを加えた、主にワシントンのジャーナリストで構成されたリップマン委員会の方がメディアでよく取り上げられるようになり、ニューヨークの報道委員会の活動はそれに覆い隠されてしまった。
ポークの死後数か月のうちに、アメリカのジャーナリストのグループは、ラジオやテレビの優れたジャーナリズムに贈られるジョージ・ポーク賞を創設した。この賞は、新聞の優れたジャーナリズムに与えられるピューリッツァー賞をモデルにしたものである。

## 批判
2007年2月、歴史学者のリチャード・フランクは、ポークが第二次世界大戦中の戦績について虚偽の主張をしていたと結論づけ、ポークが「ジャーナリストの誠実さの象徴」のようになっていることに異議を唱えた。フランクは、エドワード・R・マローが繰り返していた、ポークがガダルカナルで119人の工兵部隊を指揮し、戦闘機を飛ばして日本軍機を11機撃墜し、パープルハート章を受章したという主張を検証し、「入手可能な資料とは一致しない」と結論づけた。フランクは、「ジョージ・ポークは、戦時中の活躍について、家族や同僚のジャーナリストに口で語るだけでなく、実際に自分の話を裏付けるために書類を偽造していたということは、避けられない結論である」と述べている。
ジョージ・ポークの弟のウィリアムは、2007年3月19日に『ガーディアン』紙に送った手紙の中で、フランクの主張を誹謗中傷と称し、この攻撃に反論した。ポークが書いた記事をフランクは1つも取り上げておらず、ポークの軍歴は、1943年11月30日にジョン・S・マケイン・ジュニア副提督から「ソロモン海戦での英雄的役割を果たした飛行機巡洋艦分遣隊」を代表して勲章を授与されたポークの写真など、様々な軍事文書で十分に証明されていると指摘した。

## 郵便切手
2007年10月5日、アメリカ合衆国郵便公社は、20世紀を代表する5人のジャーナリスト、マーサ・ゲルホーン、ジョン・ハーシー、ジョージ・ポーク、ルーベン・サラサール、エリック・セヴァライドの郵便切手を2008年4月22日に発行することを発表した。